# 東京法学校
東京法学校（）は、1881年（明治14年）5月、東京法学社を母体として、薩埵正邦らにより東京府に設立された私立法律学校（旧制高等教育機関）。現在の法政大学の前身である。

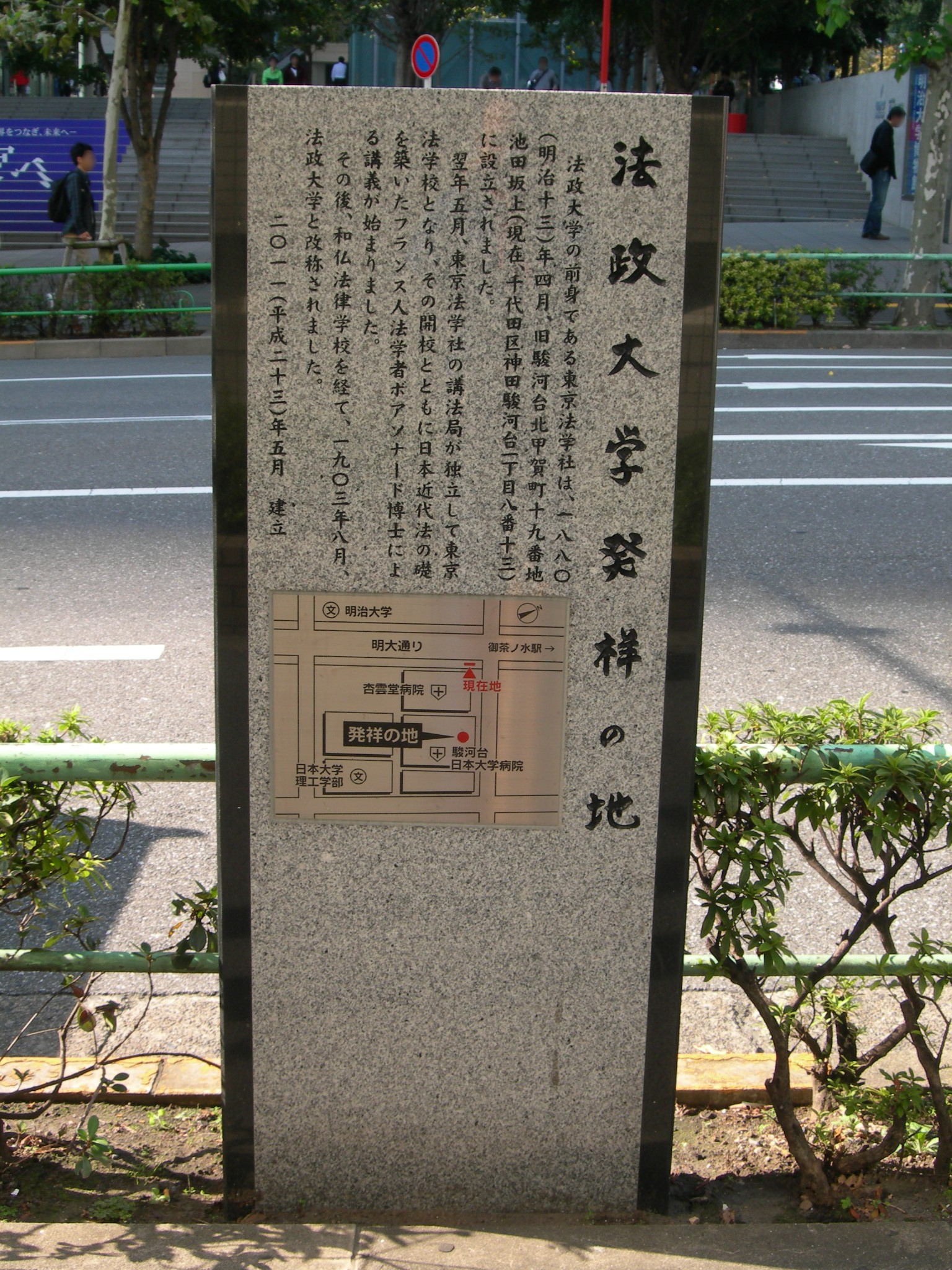
「法政大学発祥の地」記念碑（神田駿河台）

なお、この項目では、本校の前身である東京法学社（）、本校と合併した東京仏学校（）、統合後の後身機関である和仏法律学校（）、および専門学校令準拠の法政大学についても扱う。

## 概要
司法省・司法省法学校関係者の支援を受けて設立された準官学的な私立の法律学校で、当時の法学の主流であったフランス法学を講じ、いわゆる「五大法律学校」の一つに数えられた。同じフランス法系学校である明治法律学校（明治大学の前身）とは対抗関係にあり、自由民権運動の拠点であった同校と異なり官学色が濃かった。1889年（明治22年）、東京仏学校と合併して和仏法律学校となり、法典論争では法典実施断行派の拠点となった。
なお、1884年12月、司法省法学校が文部省に移管され、翌1885年9月旧東京大学法学部に統合され廃止されるまでの名称も「東京法学校」（ただし官立）であり、同時期に2つの東京法学校が存在していたため、注意を要する。

## 沿革

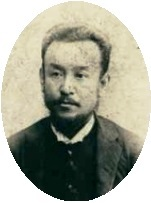
薩埵正邦 / 東京法学社創立者の一人、東京法学校主幹

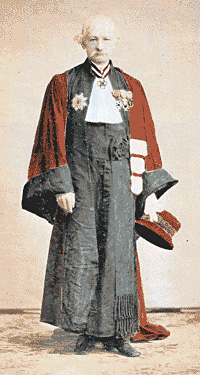
G・E・ボアソナード / 東京法学校初代教頭、和仏法律学校初代教頭

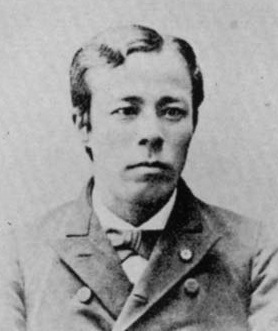
箕作麟祥 / 和仏法律学校初代校長

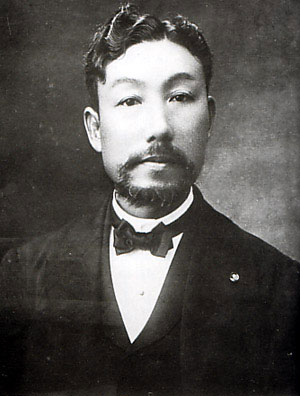
梅謙次郎 / 和仏法律学校学監（のち校長）、専門学校令による法政大学への改編に際し初代総理

### フランス法系学校として設立
東京法学校の前身は、1880年（明治13年）4月に開設された東京法学社である。フランス法の流れを汲む金丸鉄・伊藤修・薩埵正邦・堀田正忠・元田直ら7名の法律家・司法省関係者によって創立されたもので、「教師を聘し、専ら我国の新法を講じ、又仏国法律を講義す」る講法局と「上告、控訴、初審の詞訟代言を務め、又代言生を陶冶す」る代言局で構成されていた。つまり、学内に弁護士事務所を置いて学生に弁護士業務を体験させるリーガル・クリニックを備えた現代の法科大学院の原型と言えるものであるが、同年5月に「代言人規則」（現在の弁護士法に相当）が改正され、代言人組合以外に「私に社を結び号を設け営業を為したる」代言人は懲戒の対象となったため、代言局での実務教育は続行できなくなった。そのため、東京法学社は講義中心の通常の法律学校としての性格を強め、薩埵が中心となって1880年（明治13年）9月12日に「開校」、翌1881年（明治14年）5月には講法局が独立して「東京法学校」と改称した。 
司法省・司法省法学校関係者による支援を受けて設立された東京法学校では、在野色・自由民権色の極めて強い明治法律学校に対抗し、校則中「本校に於て政事に関する事項は一切之を講ぜず」と強調し、初代教頭となった御雇教師のギュスターヴ・エミール・ボアソナード（1895年まで）を始めとして講師のジョルジュ・アペール・富井政章・堀田正忠・高木豊三ら、司法省関係者が全面的支援を行い準官学的な位置づけがなされた。このこともあって、同じ神田に所在する本校と明治法律学校とは「司法書生」の獲得をめぐって競合関係にあり、熾烈な授業料値下げ競争のため共倒れが危惧されたため、明治10年代の末に至って両校は和議を結びようやく抗争は終結した。

### 東京仏学校と統合し和仏法律学校へ
また同時期の1886年（明治19年）4月には、辻新次（初代文部次官）・古市公威（帝国大学工科大学初代学長）・長田銈太郎（明治天皇の通訳）・山崎直胤（内務省初代県治局長）・平山成信（後の枢密顧問官）・寺内正毅（後の内閣総理大臣）・栗塚省吾（後の大審院部長判事）の7名が、フランス学の普及を目的とした「一ノ完全ナル仏学校ヲ東京ニ設立」することを計画し、5月に仏学会 (La Société de Langue Française) を組織（初代会長は辻新次）、11月に同学会が神田区小川町の東京法学校の正面に東京仏学校を設立した（初代校長は古市公威）。同校は1885年（明治18年）に旧東京大学に統合された官立の仏法系学校・司法省法学校の後身校的な性格をもち、フランス語で教授する法律科を有し、司法省からは年間5,000円の補助費が支給されていた。なお、当時の文部官僚トップで東京仏学校設立の中心人物であった辻新次と、当時の司法省刑事局長で後に東京法学校の校長に就任した河津祐之は、1872年（明治5年）頃の文部省において箕作麟祥のもとで学制の起草にあたっていた元同僚である。また、薩埵や河津は仏学会の創立会員でもあり、名誉会員には伏見宮貞愛親王、徳川昭武（第15代将軍徳川慶喜の弟、水戸藩第11代藩主）、徳川篤敬（水戸徳川家第12代当主）、鍋島直大（佐賀藩第11代藩主）、蜂須賀茂韶（徳島藩第14代藩主）、太田資美（掛川藩第7代藩主）、大木喬任（元老院議長、枢密院議長）、山田顕義（司法大臣）、ボアソナード、アッペール等が名を連ね、彼ら会員からの支援も受けながら東京仏学校は設立・運営された。
しかし帝国大学（1886年、旧東京大学が改称）の法科においてイギリス法学が主流となり、また新たに導入されたドイツ法学が台頭するなどして次第にフランス法学の優位が崩れると、仏法系3校の鼎立状況に対し危機感が生まれ、1888年（明治21年）6月に司法省刑事局長の河津祐之が東京法学校の校長に就任、同校が特別認可学校となった後の同年末には、この3校の合併が関係者により構想された。結果として明治法律学校はこれに参加せず（その後明治大学へ発展）、翌1889年（明治22年）5月の仏学会臨時総集会で、東京法学校と東京仏学校の2校の合併が決議されることとなった。同年9月9日、両校の合併と「和仏法律学校」への改称ならびに学則の改正が文部大臣に認可され、同校が正式に発足。初代校長には当時の司法次官（司法官僚トップ）であった箕作麟祥が就任し、教頭は引き続きボアソナードが務めることになった。さらに1890年（明治23年）には薩埵が本校を去り、理事員・学監を兼ねたフランス帰りの梅謙次郎が校務の実権を掌握、大改革を行った。
同時期に民法・商法両法典の実施如何をめぐる「法典論争」が起こると、和仏法律学校は明治法律学校とともに法典実施断行論を唱え、実施延期を主張する帝国大学法科の英法系および東京法学院などと激しく対立した。

### 「法政大学」への改称
1898年（明治31年）には財団法人（学校法人法政大学の前身）が認可されて理事・監事制度を設け、翌1899年（明治32年）には現在も刊行が続いている研究誌『法学志林』が創刊されるなど梅校長のもとで教育・研究機関としての整備が進行した。1903年（明治36年）8月、学校名を「法政大学」と改称し、梅が初代総理（現在の総長）に就任したが、この時点では専門学校令に準拠する旧制専門学校であり、名実ともに（大学令による）大学となったのは1920年（大正9年）4月16日のことである。

## 歴代校長

### 東京法学校校長
- 薩埵正邦:1881年5月就任（主幹）
- 河津祐之:1888年6月就任（司法省刑事局長兼任）

### 東京仏学校校長
- 古市公威:1886年11月就任（校長心得、帝国大学工科大学長兼任）
- 大島誠治:1887年11月就任（文部省参事官兼任）

### 和仏法律学校校長
- 箕作麟祥:1889年5月就任（司法次官兼任）
- 飯田宏作:1897年12月就任（校長心得）
- 横田国臣:1898年1月就任（司法次官兼任）
- 梅謙次郎:1899年1月就任（民法施行・内閣法制局長官退任後）
- 富井政章:1900年10月就任（東京帝国大学法科大学教授兼任）
- 梅謙次郎:1902年10月再任（文部省総務長官退任後）

## 通信教育機関
1885年（明治18年）、東京法学校は通信教育機関「中央法学会」を設立し、『中央法学会雑誌』を創刊した。これは地方にいながら法律学を学ぼうとする志のある者に、3年間にわたって毎月3回、東京法学校の講義内容を掲載した雑誌を送り、質問があれば東京法学校の教員に意見を求めて、それを書面で回答し、年度末の試験に合格すれば及第書を発行、3年の全課程を修了した及第者には卒業証を与えるというシステムであった。また、在京者を対象として月1回、東京法学校でのスクーリングも行っており、成績優秀者は同会の学資をもって東京法学校に入学を許可された。『中央法学会雑誌』の内容は講義録で、薩埵正邦・堀田正忠・富井政章・岩野新平・松室致らが執筆を担当し、開会に当たっては代理法・総論を富井政章が講義した。
この中央法学会には、入会希望者が2ヵ月足らずで1000名以上集まり、第一期卒業生は数十名にのぼった。卒業前の1887年（明治20年）には、判事試験に21名、代言人試験に10名が、この「通信教育生」から合格している。その後、『中央法学会雑誌』は、『和仏法律学校講義録』『法政大学講義録』へと受け継がれ、戦後、日本で初めての大学通信教育課程へ発展することになる。

## 校地の変遷と継承

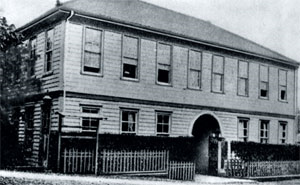
和仏法律学校（九段上校舎）

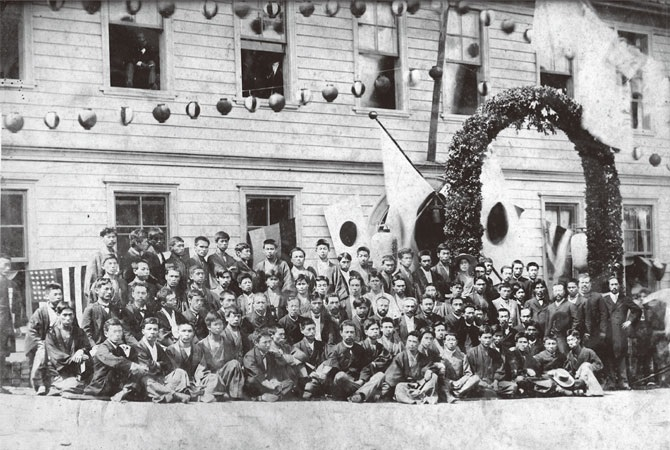
九段上新校舎への移転式兼卒業式の記念写真

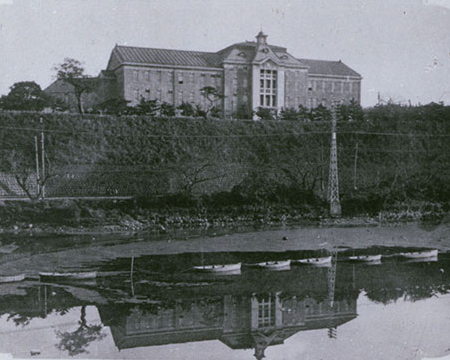
旧江戸城外堀沿いの現在地に移転した法政大学

1880年（明治13年）4月に東京法学社（講法局・代言局）が東京府神田区駿河台北甲賀町19番地に開設され、同地において9月12日に本格的に開校したが、同年末には神田錦町2丁目3番地の旗本屋敷跡へ移転。翌1881年（明治14年）5月に東京法学校が東京法学社から分離・独立した際にも校地はそのまま引き継がれた。
その後、1884年（明治17年）3月に同区小川町1番地の新校舎に移転した。レンガ造りで建坪が316.5坪の旧勧工場（内国勧業博覧会を日常化した百貨商品販売所）の建物を買い取って内部を改築したもので、建物の前の半分が教務室、食堂、寄宿舎、奥の半分が約300人収容の講堂を中心とした教室であった。その頃の学校としては、かなり人目を引く規模の校舎であったという。この新校舎の購入に際しては、ボアソナードが私財を投じたといわれ、校舎の前面には、当時の大審院院長であった玉乃世履の揮毫による「東京法学校」の大文字の額が掛かっていた。
なお、東京法学校はこの校舎の向かいにあったもう1棟のレンガ造り建坪144坪の建物も所有していたが、こちらは仏学会 (La Société de Langue Française) に賃貸され、1886年（明治19年）11月の東京仏学校開校時の校舎となった。また、この東京仏学校の校舎は、仏学会からさらに夜間のみ東京物理学校（現・東京理科大学）に賃貸され（転貸借）、東京法学校と東京仏学校が合併に向けて動き出した1888年（明治21年）12月に東京物理学校に売却された（同校が1906年に神楽坂に移転するまで使用）。
東京仏学校は、1889年（明治22年）4月に神田区柳原河岸第19号地へ一時的に移転したが、正式に合併して和仏法律学校が発足した後の同年11月に、九段上の麹町区富士見町6丁目16番地の土地315坪を購入。翌1890年（明治23年）7月には、建坪255坪の木造2階建ての新校舎が竣工し、小川町の旧東京法学校校舎と柳原河岸の旧東京仏学校校舎から、九段上の新校舎へと移転した。
この九段上校舎は、エコール・サントラル・パリ (École Centrale Paris) を卒業し、同時期（1890年前後）に帝国大学や一高から五高までの校舎も手掛けた山口半六が設計したもので、6つの講堂、事務室、応接所、書籍閲覧室などが設けられていた。教員や学生たちからは「梧桐の校舎」と呼ばれて親しまれたが、大正期には手狭になったため、1918年（大正7年）に旧江戸城外堀沿いの富士見町4丁目12・13番地（現在の市ケ谷キャンパスの所在地）を買収し、新校舎を建設することになった。そして、1921年（大正10年）に第一校舎が竣工し、移転した。当初は今よりも敷地は狭く、徐々に敷地を買収・拡張しながら、現在に至っている。
一方、九段上校舎は分校としてしばらく使用した後、1923年（大正12年）に大東文化学院（現・大東文化大学）に売却され、同学院校舎として1941年（昭和16年）まで使用された。

### 事典項目
- 松尾章一 「法政大学」 『国史大辞典』 第12巻、吉川弘文館、1991年
- 吉井蒼生夫 「東京法学校」 『日本史大事典』 第5巻、平凡社、1993年
- 大沢勝 「法政大学」 同上第6巻、平凡社、1994年

### 単行書
- 文部省 『学制百年史』 帝国地方行政学会、1981年
- 天野郁夫 『旧制専門学校論』 玉川大学出版部、1993年
- 同 『大学の誕生（上）：帝国大学の時代』 中公新書、2009年 ISBN 9784121020048
- 法政大学 『法政大学八十年史』 1961年
- 法政大学百年史編纂委員会 『法政大学百年史』 法政大学、1980年
- 法政大学百年史編纂委員会 『法政大学の100年 <1880-1980>』 法政大学、1980年
- 法政大学イノベーション・マネジメント研究センター・洞口治夫編 『大学教育のイノベーター 法政大学創立者・薩埵正邦と明治日本の産業社会』 書籍工房早山、2008年 ISBN 978-4886115102